# Federación Internacional de Aikido
La Federación Internacional de Aikido es el organismo rector mundial para el deporte de aikido.

## Estructura
La Federación Internacional de Aikido se formó en 1976 para servir como una organización primaria de aikido global. Es una organización paraguas con organizaciones miembros de más de 40 países (por ejemplo, la Federación de Aikido de todo Japón es un miembro). Todos los miembros deben ser reconocidos por el Hombu, por lo que la IAF representa exclusivamente a la escuela Aikikai. La IAF es una organización nominalmente democrática, pero se otorgan funciones especiales al Doshu y al consejo de instructores principales para salvaguardar la integridad "técnica y moral" del aikido. Actualmente, la IAF admite solo una organización miembro por país y otorga a cada uno de estos miembros el mismo voto (fue modelado en la ONU; no necesariamente otorga a todos los estudiantes de Aikikai una representación igual).
La IAF demuestra el aikido en los Juegos Mundiales, y representa el aikido en el mundo. La IAF también organiza Congresos Internacionales de Aikido cada cuatro años, facilitando la capacitación directa entre estudiantes de aikido de diferentes países, compartiendo la instrucción de los instructores de aikido más importantes del mundo y también brindando un canal para la comunicación oficial con el Hombu.
La IAF publica una lista de las naciones miembros y organizaciones.